# Pseudanthessius liber
Pseudanthessius liber är en kräftdjursart som först beskrevs av Brady 1880.  Pseudanthessius liber ingår i släktet Pseudanthessius, och familjen Pseudanthessidae. Arten är reproducerande i Sverige.